# Santandrea
Rodolfo Santandrea, detto Santandrea (Faenza, 6 luglio 1961), è un cantautore italiano.

## Biografia
Con il suo singolo d'esordio del 1984 La fenice, ha partecipanto al  Festival di Sanremo 1984, non classificandosi in finale, ma ricevendo il premio della critica. Il brano gli ha permesso inoltre di vincere l'Antenna d'Argento. Ha quindi partecipato alla trasmissione televisiva belga, trasmessa in Eurovisione, Knokke Cup. Si è inoltre esibito in Giappone, Francia e Spagna.
A questo hanno fatto seguito gli album Santandrea (1984), Ricordi e sogni del mio vescovo (1986); Aiutatemi, amo i delfini (1988), Anni (1995), Santandrea e la Camerata Veneziana  (2005). Ha inoltre collaborato con Ennio Morricone, Bruno Canfora, Tonino Guerra, Bruno Biriaco, Gabriella Ferri, Patty Pravo, Maurizio Costanzo, Raffaella Carrà, Pippo Baudo, Edoardo Bennato e Riccardo Cocciante.
Fondatore della Camerata Veneziana, che tuttora dirige, dal 2013 collabora come compositore con lo scrittore e regista cinematografico italiano Fausto Brizzi.
Nel 2023, l'etichetta discografica Snowdonia Dischi, in collaborazione con il Meeting delle etichette indipendenti, ha pubblicato l'album tributo Un sentito omaggio a Rodolfo Santandrea, che contiene i brani maggiormente noti dell'artista rivisitati da gruppi e cantautori quali Maisie, Le Forbici di Manitù, Manuel Pistacchio, Paolo Zangara e altri.

## Discografia

### Album in studio
- 1984 - Santandrea (Fonit Cetra)
- 1986 - Ricordi e sogni del mio vescovo (Conveyor)
- 1988 - Aiutatemi, amo i delfini (Dischi Ricordi)
- 1995 - Anni (Crotalo)
- 2005 - Santandrea e la Camerata Veneziana (Crotalo) (con la Camerata Veneziana)

### EP
- 1983 – Santandrea (Fonit Cetra)

### Singoli
- 1984 – La fenice/Guance bianche (Fonit Cetra)

## Filmografia
- Come le altre, regia di Alexander Cimini - cortometraggio direct-to-video (2010)

## Programmi televisivi
- Knokke Cup (1984) - ospite

## Riconoscimenti
- Festival di Sanremo
  - 1984 - Premio della critica - Sezione Nuove Proposte per La fenice